# برکل کمپ

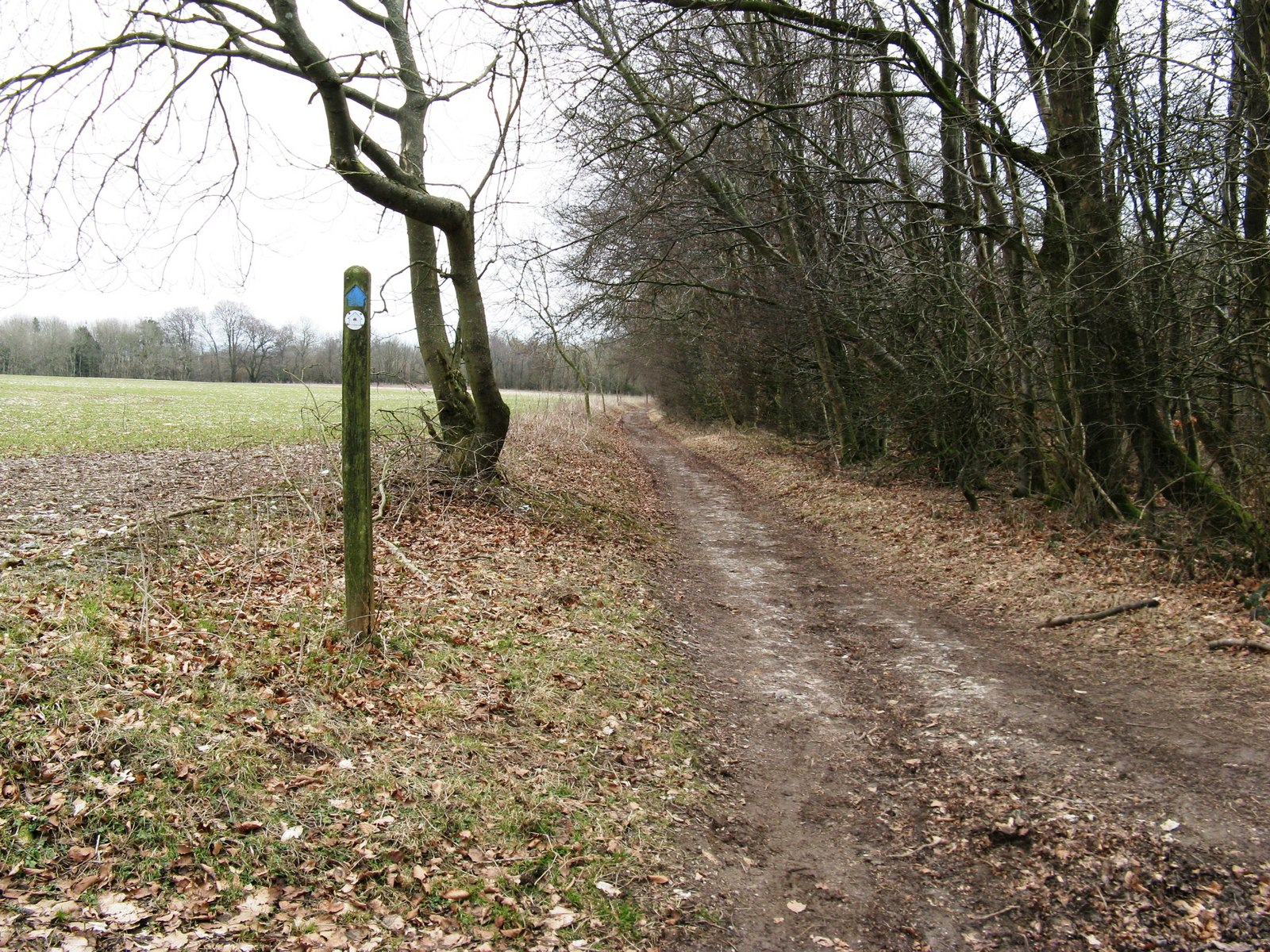
مسیر عبور برکل کمپ

برکل کمپ (انگلیسی: Barkhale Camp) یک گودچنبر باستانی دوران نوسنگی در تپه بیگنور، در ساوت داونز در غرب ساسکس، انگلستان است. محصوره‌های دایره ای شکل در انگلستان از اندکی قبل از ۳۷۰۰ قبل از میلاد تا حداقل ۳۵۰۰ قبل از میلاد ساخته شده‌اند. مشخصه آنها محصور شدن کامل یا جزئی یک منطقه با خندق‌هایی است که توسط شکاف‌ها یا راهروها قطع می‌شوند. هدف ساخت آنها مشخص نیست؛ آنها ممکن است سکونتگاه‌ها، مکان‌های ملاقات یا مکان‌های دینی بوده باشند. محوطه کمپ برخال برای نخستین بار در سال ۱۹۲۹ توسط جان رایل شناسایی شد و سال بعد توسط E. Cecil Curwen مورد بررسی قرار گرفت، که در مقاله ای در سال ۱۹۳۰ آن را به عنوان مکان احتمالی دوران نوسنگی فهرست کرد.